# 白戸栄之助
白戸 栄之助（榮之助、しらと えいのすけ、1885年11月12日 - 1936年3月2日）は、日本の航空のパイオニアである。

## 人物
青森県北津軽郡金木町出身。
高等小学校卒業後に建具職の見習いを経て1906年に陸軍交通兵団の気球隊に入営し、1910年に軍曹で退役。軍隊時代の上官であった徳川好敏の紹介で奈良原三次に師事する。
1912年4月、川崎競馬場で開催された日本国内初の有料民間飛行大会で、白戸は奈良原式4号機「鳳号」を操縦して日本の民間操縦士第1号の名声を得る。続く5月11日には、青山練兵場（東京）で皇太子嘉仁親王・皇孫裕仁親王の台臨飛行を行って金一封を賜り、大成功を収めた。
さらに5月末には奈良原の提案で稲毛海岸（現・千葉市美浜区）の干潟を利用した飛行場を本拠として、ここに移動し、教官として伊藤音次郎らを教育した。1912年10月から翌年11月にかけては、奈良原式「鳳」号で中国・九州・四国・朝鮮・北海道・東北等全国の都市で巡回飛行を行い、飛行機を普及してまわった（この中で奈良原の愛人を「鳳」号に乗せ、日本初の女性の同乗飛行を実施した）。
1916年10月1日
に奈良原の稲毛飛行場内に白戸共同飛行練習所を設立する。1916年12月には奈良原から独立して、千葉町（現・千葉市中央区）寒川に白戸飛行機練習所
を開設。高橋信夫・島田武夫ら飛行士の養成に努めた。
1923年に朝日新聞社が主催した東西定期航空会に協力し、門下生を操縦士に派遣したが、彼らが相次いで殉職したこともあって、1924年10月航空界を引退し、木工業に転職した。